# Jaroslav Modrý
Pour les articles homonymes, voir Modrý.
Jaroslav Modrý (né le 27 février 1971 à České Budějovice, ville de Tchécoslovaquie maintenant devenu la République tchèque) est un joueur professionnel retraité de hockey sur glace évoluant à la position de défenseur.

## Carrière
Réclamé au neuvième tour du repêchage de la LNH de 1990 par les Devils du New Jersey alors qu'il évolue pour le HC České Budějovice, club de la 1.liga en Tchécoslovaquie, Modrý retourne pour deux autres saisons avec ces derniers.
En 1992, il quitte pour l'Amérique du Nord et se joint au club affilié aux Devils dans la Ligue américaine de hockey, les Devils d'Utica. Dès la saison suivante, le défenseur fait ses débuts dans la LNH prenant part à quarante-et-une rencontres des Devils. Ne cadrant plus dans les objectifs de l'organisation, les Devils l'échange à l'été 1995 aux Sénateurs d'Ottawa qui, après soixante-quatre parties, l'échange à leur tour, cette fois aux Kings de Los Angeles.
Modrý passe les huit saisons suivantes au sein de l'organisation californienne, faisant la navette entre la LNH et le club affilié aux Kings. Ces cependant avec Los Angeles que le défenseur obtient ces meilleures productions en carrière avec un sommet de quarante-deux points en 2001-2002 et il franchit également pour la seule fois de sa carrière le plateau des dix buts lors de l'année suivante.
Alors que la LNH connait un lock-out qui paralyse ces activités pour la saison 2004-2005, Jaroslav Modrý en profite pour retourner en son pays d'origine et dispute une saison avec le HC Bílí Tygři Liberec. De retour en LNH au terme de cette saison, il se joint en tant qu'agent libre aux Thrashers d'Atlanta avec qui il dispute une saison complète avant de passer aux mains des Stars de Dallas. Il ne reste cependant que pour cinquante-neuf parties avec Dallas avant de retourner avec les Kings de Los Angeles.
Après avoir disputé une dernière saison en LNH avec les formations des Kings et des Flyers de Philadelphie, le défenseur retour en République tchèque, acceptant un contrat d'une année avec le HC Bílí Tygři Liberec puis, rejoint le HC Plzeň 1929 pour trois saisons avant de se retirer de la compétition le 3 avril 2012. Au terme de sa carrière de joueur, il se joint au Rensselaer Polytechnic Institute en tant qu'assistant-entraîneur volontaire pour leur équipe, les Engineers.

### Statistiques en club
| Saison     | Équipe                 | Ligue      |     | Saison régulière | Saison régulière | Saison régulière | Saison régulière | Saison régulière |   | Séries éliminatoires | Séries éliminatoires | Séries éliminatoires | Séries éliminatoires | Séries éliminatoires |
| Saison     | Équipe                 | Ligue      | PJ  | B                | A                | Pts              | Pun              | PJ               | B | A                    | Pts                  | Pun                  |                      |                      |
| 1987-1988  | Motor České Budějovice | 1.liga     | 3   | 0                | 0                | 0                | 0                |                  |   |                      |                      |                      |                      |                      |
| 1988-1989  | Motor České Budějovice | 1.liga     | 16  | 0                | 0                | 0                | 8                | 12               | 0 | 1                    | 1                    | 0                    |                      |                      |
| 1989-1990  | Motor České Budějovice | 1.liga     | 41  | 2                | 2                | 4                |                  |                  |   |                      |                      |                      |                      |                      |
| 1990-1991  | Dukla Trenčín          | 1.liga     | 33  | 1                | 9                | 10               | 6                | 4                | 0 | 3                    | 3                    | 0                    |                      |                      |
| 1991-1992  | Dukla Trenčín          | 1.liga     | 18  | 0                | 4                | 4                | 6                |                  |   |                      |                      |                      |                      |                      |
| 1991-1992  | Motor České Budějovice | 2.liga     | 14  | 4                | 10               | 14               |                  |                  |   |                      |                      |                      |                      |                      |
| 1992-1993  | Devils d'Utica         | LAH        | 80  | 7                | 35               | 42               | 62               | 5                | 0 | 2                    | 2                    | 2                    |                      |                      |
| 1993-1994  | Devils du New Jersey   | LNH        | 41  | 2                | 15               | 17               | 18               |                  |   |                      |                      |                      |                      |                      |
| 1993-1994  | River Rats d'Albany    | LAH        | 19  | 1                | 5                | 6                | 25               |                  |   |                      |                      |                      |                      |                      |
| 1994-1995  | HC České Budějovice    | Extraliga  | 19  | 1                | 3                | 4                | 30               |                  |   |                      |                      |                      |                      |                      |
| 1994-1995  | Devils du New Jersey   | LNH        | 11  | 0                | 0                | 0                | 0                |                  |   |                      |                      |                      |                      |                      |
| 1994-1995  | River Rats d'Albany    | LAH        | 18  | 5                | 6                | 11               | 14               | 14               | 3 | 3                    | 6                    | 4                    |                      |                      |
| 1995-1996  | Sénateurs d'Ottawa     | LNH        | 64  | 4                | 14               | 18               | 38               |                  |   |                      |                      |                      |                      |                      |
| 1995-1996  | Kings de Los Angeles   | LNH        | 9   | 0                | 3                | 3                | 6                |                  |   |                      |                      |                      |                      |                      |
| 1996-1997  | Kings de Los Angeles   | LNH        | 30  | 3                | 3                | 6                | 25               |                  |   |                      |                      |                      |                      |                      |
| 1996-1997  | Roadrunners de Phoenix | LIH        | 23  | 3                | 12               | 15               | 17               |                  |   |                      |                      |                      |                      |                      |
| 1996-1997  | Grizzlies de l'Utah    | LIH        | 11  | 1                | 4                | 5                | 20               | 7                | 0 | 1                    | 1                    | 6                    |                      |                      |
| 1997-1998  | Grizzlies de l'Utah    | LIH        | 74  | 12               | 21               | 33               | 72               | 4                | 0 | 2                    | 2                    | 6                    |                      |                      |
| 1998-1999  | Kings de Los Angeles   | LNH        | 5   | 0                | 1                | 1                | 0                |                  |   |                      |                      |                      |                      |                      |
| 1998-1999  | Ice Dogs de Long Beach | LIH        | 64  | 6                | 29               | 35               | 44               | 8                | 4 | 2                    | 6                    | 4                    |                      |                      |
| 1999-2000  | Kings de Los Angeles   | LNH        | 26  | 5                | 4                | 9                | 18               | 2                | 0 | 0                    | 0                    | 2                    |                      |                      |
| 1999-2000  | Ice Dogs de Long Beach | LIH        | 11  | 2                | 4                | 6                | 8                |                  |   |                      |                      |                      |                      |                      |
| 2000-2001  | Kings de Los Angeles   | LNH        | 63  | 4                | 15               | 19               | 48               | 10               | 1 | 0                    | 1                    | 4                    |                      |                      |
| 2001-2002  | Kings de Los Angeles   | LNH        | 80  | 4                | 38               | 42               | 65               | 7                | 0 | 2                    | 2                    | 0                    |                      |                      |
| 2002-2003  | Kings de Los Angeles   | LNH        | 82  | 13               | 25               | 38               | 68               |                  |   |                      |                      |                      |                      |                      |
| 2003-2004  | Kings de Los Angeles   | LNH        | 79  | 5                | 27               | 32               | 44               |                  |   |                      |                      |                      |                      |                      |
| 2004-2005  | HC Bílí Tygři Liberec  | Extraliga  | 19  | 3                | 7                | 10               | 24               | 12               | 0 | 4                    | 4                    | 22                   |                      |                      |
| 2005-2006  | Thrashers d'Atlanta    | LNH        | 79  | 7                | 31               | 38               | 76               |                  |   |                      |                      |                      |                      |                      |
| 2006-2007  | Stars de Dallas        | LNH        | 57  | 1                | 9                | 10               | 32               |                  |   |                      |                      |                      |                      |                      |
| 2006-2007  | Kings de Los Angeles   | LNH        | 19  | 0                | 8                | 8                | 22               |                  |   |                      |                      |                      |                      |                      |
| 2007-2008  | Kings de Los Angeles   | LNH        | 61  | 1                | 5                | 6                | 42               |                  |   |                      |                      |                      |                      |                      |
| 2007-2008  | Flyers de Philadelphie | LNH        | 19  | 0                | 3                | 3                | 8                | 9                | 0 | 3                    | 3                    | 0                    |                      |                      |
| 2008-2009  | HC Bílí Tygři Liberec  | Extraliga  | 52  | 3                | 14               | 17               | 48               | 3                | 0 | 0                    | 0                    | 6                    |                      |                      |
| 2009-2010  | HC Plzeň 1929          | Extraliga  | 52  | 9                | 18               | 27               | 91               | 6                | 0 | 3                    | 3                    | 8                    |                      |                      |
| 2010-2011  | HC Plzeň 1929          | Extraliga  | 52  | 8                | 12               | 20               | 54               | 4                | 0 | 1                    | 1                    | 4                    |                      |                      |
| 2011-2012  | HC Plzeň 1929          | Extraliga  | 14  | 1                | 0                | 1                | 37               | 10               | 0 | 2                    | 2                    | 6                    |                      |                      |
| Totaux LNH | Totaux LNH             | Totaux LNH | 725 | 49               | 201              | 250              | 510              | 28               | 1 | 5                    | 6                    | 6                    |                      |                      |

### Statistiques en équipe nationale
| Année | Équipe             | Compétition |   | PJ | B | A | Pts | Pun                |  | Résultat |
| 1991  | Tchécoslovaquie    | CM Jr.      | 6 | 0  | 1 | 1 | 2   | Médaille de bronze |  |          |
| 2003  | République tchèque | CM          | 9 | 0  | 3 | 3 | 4   | 4e place           |  |          |

## Honneurs et trophées
- Ligue américaine de hockey
  - Remporte avec les River Rats d'Albany la Coupe Calder remise à l'équipe championne des séries éliminatoires en 1995.
- Ligue nationale de hockey
  - Invité au Match des étoiles de la LNH en 2002.

## Transactions en carrière
- Repêchage de la LNH 1990 : réclamé par les Devils du New Jersey (9e choix de l'équipe, 179e choix au total).
- 8 juillet 1995 : échangé par les Devils aux Sénateurs d'Ottawa en retour du choix de quatrième ronde des Sénateurs au repêchage de 1995 (les Devils sélectionnent avec ce choix Alyn McCauley).
- 20 mars 1996 : échangé par les Sénateurs avec leur choix de huitième ronde au repêchage de 1996 (les Kings sélectionnent avec ce choix Stephen Valiquette) aux Kings de Los Angeles en retour de Kevin Brown.
- 1er juillet 2004 : signe à titre d'agent libre avec les Thrashers d'Atlanta.
- 20 octobre 2004 : signe à titre d'agent libre avec le HC Bílí Tygři Liberec.
- 24 juin 2006 : échangé par les Thrashers avec Patrik Štefan aux Stars de Dallas en retour de Niko Kapanen et du choix de septième ronde des Stars au repêchage de 2006 (les Thrashers sélectionnent avec ce choix Will O'Neill).
- 27 février 2007 : échangé par les Stars avec les droits sur Johan Fransson, leur choix de deuxième et troisième ronde au repêchage de 2007 (les Kings sélectionnent avec ces choix Oscar Möller et Bryan Cameron), ainsi que leur choix de première ronde en 2008 (choix échangé ultérieurement aux Coyotes de Phoenix qui réclame avec ce choix Viktor Tikhonov) aux Kings de Los Angeles en retour de Mattias Norström, Konstantin Pouchkariov et les choix de troisième ronde (Sergueï Korostine) et quatrième ronde (choix échangé ultérieurement aux Blue Jackets de Columbus qui sélectionnent avec ce choix Maksim Maïorov) au repêchage de 2007.
- 19 février 2008 : échangé par les Kings aux Flyers de Philadelphie en retour du choix de troisième ronde des Flyers au repêchage de 2008 (les Kings sélectionnent avec ce choix Geordie Wudrick).
- 31 juillet 2008 : signe à titre d'agent libre avec le HC Bílí Tygři Liberec.
- 3 avril 2012 : annonce son retrait de la compétition.